# 濒死的地球
《濒死的地球》（英語：The Dying Earth）是杰克·万斯创作的系列奇幻小说。小说描述20亿年后，太阳濒临熄灭，人类文明走到尽头，魔法与神話重新出现的时代。小说中含有许多奇幻元素。濒死的地球系列中的《龙主》，《最后的城堡》曾获星云奖。包括龙与地下城在内的许多作品都受到了本系列的影响。
互聯網投機小說數據庫將其稱為“略有關聯的一系列故事”。1987年，《軌跡雜誌》將《濒死的地球》排名在史上最佳奇幻小說第33位。《濒死的地球》是2001年世界科幻協會頒發1951年最佳懷舊小說雨果獎的五部入圍者之一。

## 内容
该小说由六篇原创的短故事组成。
- 《米尔的图亚安》 (Turjan of Miir)。巫师图亚安试图创造生物，但屡屡失败。他向另一位巫师潘德鲁姆需求帮助，对方则索取一颗魔法宝硕做为酬劳。图亚安从一位王子那里盗来了宝石，换得了指导，并创造出了一位女性特瑟。
- 《魔法师玛兹瑞安》（Mazirian the Magician）。魔法师玛兹瑞安在追踪特瑟，而特瑟则试图反击并保护自己的矮人。
- 《特赛》（T'sais"）。特赛是潘德鲁姆创造出的一位女性，也是图亚安创造特瑟的参照物。特赛在地球上寻找美，却找到了正义。
- 《劫匪莱纳》（Liane the Wayfarer）。莱纳想要完成一位女巫的心愿，却遇到了“避不开的人”楚恩。
- 《乌兰・多尔》（Ulan Dhor）。乌兰被被派往传说中的安普里达维尔城执行一项神奇的任务。
- 《斯费尔的古亚尔》（Guyal of Sfere）。古亚尔对知识的渴望将他吸引到了人类博物馆。